# Савлово
Савлово — деревня в Ям-Тёсовском сельском поселении Лужского района Ленинградской области.

## История
САВЛОВО — деревня при реке Тесове. Савловского сельского общества, прихода села Флоровского.
 
Крестьянских дворов — 22. Строений — 120, в том числе жилых — 41.

Число жителей по семейным спискам 1879 г.: 58 м. п., 58 ж. п.; по приходским сведениям 1879 г.: 56 м. п., 55 ж. п.

В конце XIX — начале XX века деревня административно относилась к Тёсовской волости 5-го стана 3-го земского участка Новгородского уезда Новгородской губернии.

САВЛОВО — деревня Савловского сельского общества, дворов — 27, жилых домов — 27, число жителей: 75 м. п., 65 ж. п. 

Занятия жителей — земледелие, выпас телят. Часовня, хлебозапасный магазин, казённая винная лавка. (1907 год)

Согласно карте из «Исторического атласа Санкт-Петербургской Губернии» 1915 года деревня Савлово насчитывала 13 крестьянских дворов.
С 1917 по 1927 год деревня Савлово входила в состав Тёсовской волости Новгородского уезда Новгородской губернии.
С 1927 года, в составе Волосковского сельсовета Оредежского района.
В 1928 году население деревни Савлово составляло 117 человек.
По данным 1933 года деревня Савлово являлась административным центром Волосковского сельсовета Оредежского района, в который входили 12 населённых пунктов: деревни Волосково, Донец, Загородицы, Клюкошицы, Коржово, Лазарево, Лахуни, Любище, Лютка, Савлово, Хамировичи и погост Фроловский, общей численностью населения 1373 человека.
По данным 1936 года в состав Волосковского сельсовета с центром в деревне Савлово входили 11 населённых пунктов, 278 хозяйств и 5 колхозов.
C 1 августа 1941 года по 31 января 1944 года деревня находилась в оккупации.
В 1958 году население деревни Савлово составляло 25 человек.
С 1959 года, в составе Лужского района.
По данным 1966 и 1973 годов деревня Савлово также входила в состав Волосковского сельсовета Лужского района.
По данным 1990 года деревня Савлово входила в состав Ям-Тёсовского сельсовета.
В 1997 году в деревне Савлово Ям-Тёсовской волости проживали 54 человека, в 2002 году — 60 человек (все русские).
В 2007 году в деревне Савлово Ям-Тёсовского СП проживали 50 человек, в 2010 году — также 50, в 2013 году — 57.

## География
Деревня расположена в восточной части района на автодороге 41К-662 (Оредеж — Тёсово-4 — Чолово).
Расстояние до административного центра поселения — 9 км.
Расстояние до ближайшей железнодорожной станции Чолово — 17 км. 
Деревня расположена на левом берегу реки Тёсова.

## Демография
| 1879 | 1909 | 1928 | 1958 | 1997 | 2007 | 2010 |
| ---- | ---- | ---- | ---- | ---- | ---- | ---- |
| 116  | ↗140 | ↘117 | ↘25  | ↗54  | ↘50  | →50  |
| 2013 | 2017 |      |      |      |      |      |
| ↗57  | ↘54  |      |      |      |      |      |

## Улицы
Центральная.